# 裴先白
裴先白（1916年—2014年3月4日），男，湖南澧县人，中华人民共和国政治人物。

## 生平
1938年参加新四军。1949年5月后，历任上海市财委处长、副秘书长，华东财委副秘书长，上海市服务局局长，上海市人民政府财贸办公室主任。文化大革命期间被迫害，1978年5月后，任上海市革命委员会副主任、上海市副市长。2014年3月去世。